# Renneville (Ardenne)
Renneville è un comune francese di 207 abitanti situato nel dipartimento delle Ardenne nella regione del Grand Est.

## Società

### Evoluzione demografica
Abitanti censiti